# Nucleo olivare inferiore
Il nucleo olivare inferiore si trova nella porzione superiore del bulbo (o midollo allungato) ed è costituito da sostanza grigia.

## Anatomia
Esso determina sulla superficie anteriore ed esterna del bulbo una caratteristica sporgenza, denominata oliva, che si colloca tra il nervo ipoglosso e il solco dell'emergenza, dal quale emergono, in ordine dall'alto verso il basso, i nervi glossofaringeo, vago e accessorio.
Il nucleo olivare inferiore presenta una concavità rivolta medialmente.

## Fibre afferenti ed efferenti
Il nucleo olivare inferiore riceve fibre dai fasci gracile e cuneato e dal fascio sensitivo del nervo trigemino. Esso, inoltre, riceve fibre anche dal nucleo rosso, il quale cede nella sua porzione più cospicua il fascio centrale del tegmento, che dalla formazione reticolare si reca al cervelletto, facendo stazione appunto nel nucleo olivare inferiore.

## Importanza clinica
Poiché il nucleo olivare inferiore (ION) è strettamente associato al cervelletto, lesioni di uno causano degenerazione nell'altro. Si sa poco su danni al nucleo olivare inferiore indipendenti dal cervelletto. Ad oggi, l'unico disturbo noto che colpisce specificamente il nucleo olivare inferiore è una forma estremamente rara di degenerazione chiamata degenerazione olivare ipertrofica (HOD).
Sebbene il nucleo olivare inferiore non sia solitamente studiato da solo, la sua degenerazione è stata identificata in disturbi tipicamente associati al cervelletto. Questi disturbi includono paralisi sopranucleare progressiva, malattia di Leigh, e atassia spinocerebellare tipo 6 (SCA6) e molti altri. Tutti questi disturbi coinvolgono la coordinazione motoria.